# Pitara ligia
Pitara ligia är en fjärilsart som beskrevs av Felder 1874. Pitara ligia ingår i släktet Pitara och familjen nattflyn. Inga underarter finns listade i Catalogue of Life.